# Daniela Kolářová
Daniela Kolářová (Cheb, 21 settembre 1946) è un'attrice ceca.

## Filmografia

### Cinema
- Slasti Otce vlasti - regia di Karel Steklý (1969)
- Noc na Karlštejně - regia di Zdeněk Podskalský (1973)
- Na samotě u lesa - regia di Jiří Menzel (1976)
- Léto s kovbojem - regia di Ivo Novák (1976)
- Kulový blesk - regia di Zdeněk Podskalský e Ladislav Smoljak (1978)
- Ta chvíle, ten okakamžik - regia di Jiří Sequens (1981)
- Oběti a vrazi - regia di Andrea Sedláčková (1990)
- Dark Blue World - regia di Jan Svěrák (2001)
- Vuoti a rendere - regia di Jan Svěrák (2007)
- Kawasakiho růže - regia di Jan Hřebejk (2009)

### Televisione
- Taková normální rodinka - serie TV (1971)
- Synové a dcery Jakuba skláře - serie TV (1986)
- Dobrodružství kriminalistiky - serie TV (1992)
- Nemocnice na kraji města - serie TV (2003)
- Ulice - serie TV (2006-2007)

## Riconoscimenti
- Dalla Repubblica Ceca: Medaile Za zásluhy (2024)